# استیون کیپکوایر
استیون کیپکوایر (انگلیسی: Stephen Kipkorir; ۲۴ اکتبر ۱۹۷۰ – ۸ فوریهٔ ۲۰۰۸) ورزشکار دو و میدانی اهل کنیا بود.
وی در مسابقات کشوری و بین‌المللی در مجموع برندهٔ ۱ مدال برنز شده‌است.